# Mpumalanga
Mpumalanga je ena od devetih provinc v Južni Afriki. Ime pomeni 'vzhod' ali dobesedno »Kraj, kjer sonce vzhaja« v jezikih Nguni. Mpumalanga leži v vzhodni Južni Afriki in meji na Esvatini in Mozambik. Meji na južnoafriške province Limpopo na severu, Gauteng na zahodu, Svobodno državo Oranje na jugozahodu in KwaZulu-Natal na jugu. Glavno mesto je Mbombela.
Mpumalanga je bila ustanovljena leta 1994, ko je bilo območje, ki je bilo vzhodni Transvaal, združeno z nekdanjimi bantustani KaNgwane, KwaNdebele in deli Lebowa in Gazankulu. Čeprav so se današnje meje province oblikovale šele ob koncu apartheida, imata regija in njena okolica zgodovino, ki sega tisoče let nazaj. Velik del svoje zgodovine in trenutni pomen ima kot trgovska regija.

## Zgodovina

### Predkolonialno obdobje
Arheološka najdišča v regiji Mpumalanga kažejo na naselitev ljudi in njihovih prednikov, ki sega 1,7 milijona let nazaj. Skalne poslikave, gravure in drugi arheološki dokazi po vsej provinci kažejo, da ima Mpumalanga dolgo zgodovino človeškega bivanja skupin lovcev in nabiralcev. Izkopavanja nedaleč od meje z Mpumalango v okrožju Origstad kažejo dokaze o bivanju v srednji kameni dobi, ki sega 40.000 let nazaj. Levja jama v Ngwenyi na meji z Esvatinijem kaže dokaze o ljudeh, ki so v regiji Mpumalanga in okolici kopali železovo rudo vsaj pred 28.000 leti.
Dokazi iz rudniških jaškov in trgovskega blaga kažejo, da je obstajala pomembna industrija kositra, bakra, zlata, železa, okre in brona. Lydenburške glave iz okoli leta 500 n. št. so najstarejša umetniška dela iz železne dobe v Afriki južno od ekvatorja in so jih našli v Mpumalangi. Dokazi z najdišča v bližini Mbombele kažejo na kmetijske družbe med 6. in 17. stoletjem.
Mbayijeva najdišča s kamnitimi zidovi na visokogorju Mpumalanga kažejo na veliko predkolonialno agropastoralno družbo med približno letoma 1500 in 1820 n. št. Te družbe so postale središča trgovine z vse večjim in centraliziranim prebivalstvom. Ta vzorec se je povečal, ko so se povezale s portugalsko trgovsko postojanko v zalivu Maputo.
V tem obdobju so se na območju, ki je danes Mpumalanga, naselile skupine, ki so postale Svazi, Pedi, Ndebele, Tsonga, Mapulana in drugi.

### Kolonialna doba
Leta 1845 so v okviru Velikega pohoda prvi nizozemsko govoreči kolonialni naseljenci prispeli v tako imenovani vzhodni Transvaal. Preostanek 19. stoletja v regiji je zaznamovalo kolonialno vdiranje in konflikti zaradi zemlje in političnega nadzora. Leta 1852 so Buri ustanovili Južnoafriško republiko. Dobro uveljavljena kraljestva Pedi, Svazi in Zulu so se močno upirala naseljencem. Pedi so se leta 1876 bojevali z Buri, Zulu pa so se leta 1879 bojevali z britanskimi naseljenci. Ti medsebojno povezani konflikti so igrali vlogo pri premiku ravnotežja moči v južni Afriki v korist kolonialnega nadzora. Po letu 1860 so misijonarji, zlasti nemški misijonarji, kot je bil Alexander Merensky, v regiji ustanovili misijonske postaje, ki so širile krščanstvo in evropske vrednote.
Tako kot je bila regija središče trgovine v predkolonialni dobi, je v kolonialni dobi vzhodni Transvaal postal pomembna prometnica za trgovino med Johannesburgom in zalivom Delagoa (danes Maputo). Glavni obliki gospodarske dejavnosti sta bila rudarjenje zlata v okolici območij, kot sta Pilgrims Rest in Barberton, ter kmetijstvo. Na kmetijah v Transvaalu so Buri v okviru sistema, znanega kot Inboekstelsel, izvajali racije, da bi ujeli otroke in jih silili v pogodbeno delo. Med drugo bursko vojno je bila regija prizorišče pomembnih bitk.

### Apartheid
Ko je leta 1948 na oblast prišla Nacionalna stranka, je njihova politika apartheida okrepila segregacijo, ki je opredeljevala skupnosti v Transvaalu. V okviru politike prisilnih izselitev so bili temnopolti Južnoafričani izseljeni z območij, rezerviranih za belce, in se preselili v domovine, vključno s KaNgwane, KwaNdebele, Lebowa in Gazankulu. Ko je režim apartheida uvedel zatiralsko politiko, ki je opredeljevala skoraj vse vidike življenja, so se aktivisti odzvali z odporom.
Leta 1959 je bilo majhno mesto Bethal na današnjem višavju Mpumalanga središče bojkota potrošniškega krompirja proti apartheidu kot odgovor na delovne pogoje, s katerimi so se temnopolti južnoafriški delavci soočali na kmetijah na tem območju. Na regijo je vplivala dinamika v izgnanstvu in drugod po državi, na primer črnska zavest, pokol v Sharpevillu in vstaje v Sovetu leta 1976. V 1980-ih so se mladinske in delavske organizacije pod intenzivno represijo mobilizirale proti vladi in občinam, bantustani pa so izbruhnili v politične nemire in nasilje.
Leta 1986 je v rudniku Kinross v regionalnem Highveldu nesreča, ki se ji je bilo mogoče izogniti, ubila 177 rudarskih delavcev. Odziv Nacionalne zveze rudarjev na nesrečo je bil ključna točka v boju delavcev v Južni Afriki. Do konca 1980-ih je bila intenzivnost odpora po vsej Južni Afriki (vključno z območji, kot je Mpumalanga, ki prej niso veljala za ključna območja odpora) v kombinaciji z gospodarskimi dejavniki in mednarodnim pritiskom dovolj močna, da je končala apartheid. 27. aprila 1994, ko je Južna Afrika izvedla prve demokratične volitve, je bila ustanovljena provinca Mpumalanga. Prvotno se je imenovala provinca Vzhodni Transvaal, vendar je bilo ime kasneje, 24. avgusta 1995, spremenjeno v Mpumalanga.

### Po apartheidu
Osvobodilno gibanje je postalo vodilna stranka, Afriški nacionalni kongres (ANC) pa je prišel na oblast v Mpumalangi po koncu vladavine bele manjšine. Program prerazporeditve zemlje, katerega cilj je bil vrnitev zemlje temnopoltim skupnostim, ki so bile med apartheidom prisilno preseljene, je tem skupnostim in njihovim potomcem prerazporedil več deset tisoč hektarjev. Vendar pa je bil proces zaznamovan s korupcijo, polemikami in veljal za neustreznega za obravnavo obsega prostorskega načrtovanja apartheida.
Leta 2001 je bilo 1270 hektarjev kmetije Boomplaats blizu Mashishinga prva kmetija v Južni Afriki, ki je bila razlastninjena.

## Geografija
Zmajevo gorovje deli Mpumalango na zahodno polovico, ki jo sestavljajo predvsem visokogorska travišča, imenovana Highveld, in vzhodno polovico, ki je v nizkogorskem subtropskem Lowveldu/Bushveldu, večinoma v savanskem habitatu. Južna polovica Krugerjevega narodnega parka je v slednjem območju. Zmajevo gorovje na večini mest presega višino 2000 m, pri čemer je to osrednje območje Mpumalange zelo gorato. Ta območja imajo alpska travišča in majhna območja afromontanskega gozda. Lowveld je relativno raven z vmesnimi skalnimi izdanki. Gorovje Lebombo tvori nizko gorovje na skrajnem vzhodu, na meji z Mozambikom.
Nekatere najstarejše kamnine na Zemlji so bile najdene na območju Barbertona; ti starodavni zeleni kamni in metamorfozirani graniti tvorijo gorovje Crocodile River na jugovzhodu province. Lowveld leži na afriških kratonskih temeljnih kamninah, starih več kot 2 milijardi let. Highveld je večinoma sedimentna kamnina iz zaporedja Karu, mlajša od karbona do perma.
Mpumalanga je edina južnoafriška provinca, ki meji na dve provinci Mozambika (provinco Gaza na severovzhodu in provinco Maputo na vzhodu), pa tudi na vse štiri regije Esvatinija (okrožja Lubombo, Hhohho, Manzini in Shiselweni).

### Podnebje
Nizki veld je subtropski zaradi svoje zemljepisne širine in bližine toplega Indijskega oceana. Highveld je zaradi nadmorske višine od 1700 m do 2300 m relativno hladnejši in bolj suh. Največ padavin prejme Zmajevo gorovje (Drakensberg), vsa druga območja pa so zmerno dobro zalita, večinoma poleti pa so nevihte zelo pogoste. Highveld pogosto zmrzuje, medtem ko je nizki veld večinoma brez zmrzali. Zimske padavine so redke, razen nekaj rosenja na visokogorju. Razlike v podnebju so prikazane s primerjavo glavnega mesta Mbombela, ki leži v Lowveldu, z Belfastom, ki je oddaljen eno uro vožnje na Highveldu:
- Povprečja v Mbombeli: januarski maksimum: 29 °C (najmanj: 19 °C), julijski maksimum: 23 °C (najmanj: 6 °C), letne padavine: 767 mm
- Povprečja v Belfastu: januarski maksimum: 23 °C (najmanj: 12 °C), junijski maksimum: 15 °C (najmanj: 1 °C), letne padavine: 878 mm

Zaradi podnebnih sprememb v provinci postajajo padavine bolj spremenljive, temperature in stopnje izhlapevanja naraščajo, ekstremni vremenski dogodki pa postajajo vse pogostejši. Napoveduje se, da bodo te spremembe premaknile biome tako, da bo večina province savana.

## Ekologija
V Mpumalangi so našli nekaj najzgodnejših znakov življenja na Zemlji. V zelenkastem pasu gorovja Makhonjwa blizu Barbertona fosilna plast kaže mikrobno aktivnost, ki je stara 3,22 milijarde let. To odkritje kaže, da se je življenje na Zemlji pojavilo 300 milijonov let prej, kot se je prej mislilo.
Mpumalanga ima veliko rastlinsko in živalsko raznolikost. Številne vrste so endemične za provinco.

### Endemične vrste
Delni seznam vrst, ki so endemične za Mpumalango:
- Amblysomus robustus, sesalec iz družine zlatih krtov[20]
- Enteromius treurensis, rečna riba.[21]
- Protea curvata, cvetoča rastlina proteja, ki jo ogroža rudarska dejavnost[22]
- Aloe simii, aloja, ki jo ogroža gradnja cest.[23]
- Syzygium komatiense, vrsta jagodičevke[24]
- Thorncroftia lotterii, cvetoča rastlina[25]
- Acontias albigularis, vrsta kuščarja
- Procrica mariepskopa, vrsta vešče
- Amphilius engelbrechti, gorski som Inkomati[26]
- Aloe craibii[27]
- Monopsis kowynensis[28]
- Aloe nubigena[29]

### Ohranitvena območja
Raznolika in posebna flora in favna province je zaščitena v številnih naravnih rezervatih.
- Naravni rezervat Barberton
- Naravni rezervat kanjona reke Blyde
- Čezmejni park Veliki Limpopo, prej znan kot čezmejni park Gaza-Kruger-Gonarezhou. Ta mednarodni park divjadi združuje nekatera najboljša in najbolj uveljavljena območja divjadi v južni Afriki. Park se upravlja kot integrirana enota čez tri mednarodne meje, ki še niso bile tako velike, vključno Krugerjev narodni park (Južna Afrika), narodni park Limpopo (Mozambik) in narodni park Gonarezhou (Zimbabve).
- Narodni botanični vrt Lowveld v Mbombeli
- Rezervat divjadi Sabi Sand, ki ga sestavljajo številni zasebni rezervati: Nottens Bush Camp, Idube Safari Lodge, Chitwa Chitwa Game Lodge, Djuma Game Reserve, Exeter Game Lodge, Inyati Private Game Reserve, Leopard *Hills Private Game Reserve, Lion Sands Private Game Reserve, Londolozi Game Reserve, Mala Mala Game Reserve, Savanna Private Game Reserve in Ulusaba Game Lodge.
- Dolina Verloren blizu Dullstrooma

Številne rastlinske vrste so edinstvene za različne geološke formacije znotraj Mpumalange. Nekateri primeri teh formacij vključujejo serpentine gorovja Barberton, norite Sekhukhunelanda, kvarcite kanjona reke Blyde in dolomite na severnih planotah.

## Občine
Provinca Mpumalanga je razdeljena na tri okrožne občine. Okrožne občine so nato razdeljene na 18 lokalnih občin:
| - Okrožje Ehlanzeni - občina Bushbuckridge - občina Mbombela - občina Nkomazi - občina Thaba Chweu - občina Umjindi | - Okrožje Gert Sibande - občina Albert Luthuli - občina Dipaleseng - občina Govan Mbeki - občina Lekwa - občina Mkhondo Občina - Msukaligwa - Pixley ka Seme | - Okrožje Nkangala - Občina Delmas - Občina Dr. JS Moroka - Občina Emalahleni, Mpumalanga - Občina Highlands - Občina Steve Tshwete - Občina Thembisile |

## Gospodarstvo

### Kmetijstvo
68 % površine province se uporablja za kmetijstvo. Podnebni kontrasti med bolj sušno regijo Highveld z mrzlimi zimami in vročim, vlažnim Lowveldom omogočajo različne kmetijske dejavnosti. Mpumalanga je že desetletja pomemben dobavitelj sadja in zelenjave za lokalne in mednarodne trge. Zgodovina razlastitve pomeni, da so kmetijska zemljišča večinoma v lasti belcev, čeprav si politike prerazporeditve zemljišč prizadevajo to rešiti.
Pridelki vključujejo koruzo, pšenico, sirek, ječmen, sončnično seme, sojo, makadamije, arašide, sladkorni trs, zelenjavo, kavo, čaj, bombaž, tobak, citruse, subtropsko in listopadno sadje.[36] Naravna paša pokriva približno 14 % Mpumalange. Glavni proizvodi so govedina, ovčetina, volna, perutnina in mlečni izdelki.
Kmetijstvo v provinci poganja kombinacija sezonskih, stalnih in začasnih delavcev. Razmere na kmetijah se zelo razlikujejo, vendar se sezonski in začasni delavci, od katerih jih je veliko delavcev migrantov iz bližnjega Mozambika, soočajo z veliko negotovostjo.
Gozdarstvo je obsežno okoli Sabie in Graskopa. V bližini gozdov so Ngodwana, kjer je ena največjih papirnic v Južni Afriki (Sappi).

### Rudarstvo
Rudarjenje poteka obsežno, najdeni minerali pa vključujejo zlato, kovine platinske skupine, silicijev dioksid, kromit, vanadiferni magnetit, srebrni cink, antimon, kobalt, baker, železo, mangan, kositer, premog, andaluzit, krizotilni azbest, kremenčevo kislino, apnenec, magnezit, smukec in skrilavec.
Zlato je leta 1883 v provinci Mpumalanga prvič odkril Auguste Roberts v gorah, ki obdajajo današnji Barberton. Zlato se na območju Barbertona še danes koplje.
Mpumalanga predstavlja 83 % proizvodnje premoga v Južni Afriki. 90 % porabe premoga v Južni Afriki se porabi za proizvodnjo električne energije in industrijo sintetičnih goriv. Termoelektrarne na premog so v bližini nahajališč premoga. Tovarna za utekočinjanje premoga v Secundi (Secunda CTL) je ena od dveh tovarn za pridobivanje nafte iz premoga v državi, ki jo upravlja podjetje za sintetična goriva Sasol.
Visoka gostota termoelektrarn na premog v gorovju Mpumalanga pomeni, da ima regija najvišje ravni onesnaženosti z dušikovim dioksidom na svetu.

### Atrakcije
Mpumalanga je priljubljena med turisti. Krugerjev narodni park, ustanovljen leta 1898 za zaščito divjih živali v Lowveldu, ki pokriva 20.000 kvadratnih kilometrov, je priljubljena destinacija. Med drugimi večjimi turističnimi atrakcijami so jame Sudwala in kanjon reke Blyde.
Številne dejavnosti, vključno z velikim skokom, gorskim in štirikolesnim kolesarjenjem, konjskimi potmi, raftingom in opazovanjem velike divjadi, so endemične za to regijo. To je območje velikih pet. Mesta v Lowveldu so Barberton, Mbombela, White River, Sabie, Graskop, Hazyview, Malelane, Pilgrim's Rest, Lydenburg in Nkomazi.
Leta 2008 je bila ustanovljena pot visoke kulinarike, ki se je raztezala od Mbombele navzdol do Hazyviewa. Gurmanska pot Lowveld zajema štiri najboljše restavracije z vrhunsko kulinariko, ki jih ponuja območje.

## Galerija
- Krugerjev narodni park
- Bourke's Luck brezna
- Trije Rondaveli kanjona reke Blyde
- Veliki rob
- Lizbonski slapovi.
- Romarsko počivališče.
- reka Treur